# روني رادفورد
روني رادفورد (بالإنجليزية: Ronnie Radford)‏ (12 يوليو 1943 في المملكة المتحدة - 2 نوفمبر 2022) هو مدرب كرة قدم ولاعب كرة قدم بريطاني في مركز الوسط. لعب مع شيفيلد وينزداي وفوريست غرين وليدز يونايتد ونادي هيرفورد ونيوبورت كونتي ونادي ووستر سيتي ونادي باث سيتي ونادي تشيلتنهام تاون لكرة القدم ورجبي تاون.

## وصلات خارجية
- روني رادفورد على موقع قاعدة بيانات كرة القدم.إي يو (الإنجليزية)